# Limapontia senestra
Limapontia senestra är en snäckart som först beskrevs av Jean Louis Armand de Quatrefages de Bréau 1844.  Limapontia senestra ingår i släktet Limapontia och familjen Limapontiidae. Arten är reproducerande i Sverige. Inga underarter finns listade i Catalogue of Life.